# Clásico del fútbol hondureño
El Clásico del fútbol hondureño o Superclásico es como se conoce popularmente al encuentro de fútbol que enfrenta a los dos equipos más populares del país históricamente: Olimpia y Motagua.

## Historia
Estos dos equipos de la Liga Nacional de Fútbol de Honduras son los más frecuentes ganadores del campeonato y su rivalidad es la más importante en el país. Olimpia es el equipo más popular y laureado del país; utiliza un uniforme blanco, con reflejos azules y rojos. Su mascota es un león. Olimpia es el equipo más antiguo en la actual liga y posee la mayor cantidad de títulos de campeonato con 39 en total.
Motagua viste un uniforme azul marino. Es casi tan antiguo como el Olimpia fundado en el año de 1928. Su mascota es un águila. Motagua tiene 19 títulos, la segunda mayor cantidad de títulos de campeonato y es el segundo más popular del país.
Es por mucho el partido más importante del fútbol hondureño, el clásico o el superclásico hondureño se juega regularmente de 4 a 6 veces al año acaparando la atención entre todos los hondureños.
Olimpia gana ampliamente la serie particular entre los dos gigantes del balompié catracho, pero en las finales y fases decisivas Motagua tiene una paternidad muy marcada ante el cuadro blanco.
Este es uno de los clásicos más importantes y más vistosos de Centroamérica, detrás del ClasicoCR, como se le conoce al partido que disputan el Saprissa y Alajuelense de Costa Rica.
La rivalidad es también muy marcada en las graderías donde las dos barras bravas, la Ultra fiel del Olimpia y Los Revolucionarios del Motagua dejan un espectáculo a la vista aunque también en sus enfrentamientos en las calles, barrios y en el estadio ha dejado saldo de heridos y muertos.

## Finales disputadas
Olimpia y Motagua han disputado 13 finales desde la creación de la Liga Nacional de Fútbol de Honduras en 1965; todas ellas con partidos ida y vuelta. Motagua ha triunfado en 8 oportunidades y Olimpia en 5 ocasiones. Tomando en cuenta finales formato de liga. 

### Torneo de Clausura 1997–98

#### Partido de ida
| 18 de octubre de 1998, 16:00 | Motagua | 0:0 | Olimpia | Estadio Nacional, Tegucigalpa   |  |
|                              |         |     |         | Asistencia: 28,000 espectadores |  |

#### Partido de vuelta
| 25 de octubre de 1998, 16:00 | Olimpia | 0:1 (0:0) | Motagua         | Estadio Nacional, Tegucigalpa   |                                 |
|                              |         |           | Clavasquín 117' | Asistencia: 31,256 espectadores | Asistencia: 31,256 espectadores |

- Motagua gana por 1–0 en marcador global.

### Torneo de Apertura 1999–00

#### Partido de ida
| 19 de enero de 2010, 19:30 | Olimpia | 1:0' | Motagua | Estadio Nacional, Tegucigalpa   |  |
|                            |         |      |         | Asistencia: 24,000 espectadores |  |

#### Partido de vuelta
| 23 de enero de 2010, 16:00 | Motagua        | 0:0 (1:0) | Olimpia | Estadio Nacional, Tegucigalpa                               |                                                             |
|                            | Clavasquin 38' |           |         | Asistencia: 34,044 espectadores Árbitro(s): Marcio Carranza | Asistencia: 34,044 espectadores Árbitro(s): Marcio Carranza |

- Empatados 0-0 en marcador global. Motagua gana 6-5 por penales

### Torneo de Clausura 1999–00

#### Partido de ida
| 20 de agosto de 2000, 16:00 | Motagua   | 1:1 (0:0) | Olimpia       | Estadio Nacional, Tegucigalpa   |                                 |
|                             | Moles 83' |           | Caballero 85' | Asistencia: 24,156 espectadores | Asistencia: 24,156 espectadores |

#### Partido de vuelta
| 26 de agosto de 2000, 16:00 | Olimpia | 1:1 (0:0) | Motagua    | Estadio Nacional, Tegucigalpa   |                                 |
|                             | Tosello |           | Clavasquín | Asistencia: 37,371 espectadores | Asistencia: 37,371 espectadores |

- Empatados 1–1 en marcador global. Motagua gana 3-2 por penales

### Torneo de Apertura 2006–07

#### Partido de ida
| 10 de diciembre de 2006, 16:00 | Motagua       | 1:1 (1:1) | Olimpia       | Estadio Nacional, Tegucigalpa                              |                                                            |
|                                | Bernárdez 13' |           | Velásquez 11' | Asistencia: 32,055 espectadores Árbitro(s): Ricardo Zelaya | Asistencia: 32,055 espectadores Árbitro(s): Ricardo Zelaya |

#### Partido de vuelta
| 17 de diciembre de 2006, 16:00 | Olimpia      | 1:3 (1:1) | Motagua                                       | Estadio Olímpico Metropolitano, San Pedro Sula            |                                                           |
|                                | Figueroa 21' |           | Bernárdez 40' · Nascimento 56' · Guzmán 90+1' | Asistencia: 38,256 espectadores Árbitro(s): Mario Moncada | Asistencia: 38,256 espectadores Árbitro(s): Mario Moncada |

- Motagua gana por 4–2 en marcador global.

### Torneo de Clausura 2009–10

#### Partido de ida
| 2 de mayo de 2010, 16:00 | Olimpia                      | 3:1 (2:0) | Motagua     | Estadio Nacional, Tegucigalpa                              |                                                            |
|                          | Tilguath 23' · Rojas 40' 58' |           | Cabrita 73' | Asistencia: 19,819 espectadores Árbitro(s): Armando Castro | Asistencia: 19,819 espectadores Árbitro(s): Armando Castro |

#### Partido de vuelta
| 8 de mayo de 2010, 19:30 | Motagua     | 1:0 (1:0) | Olimpia | Estadio Nacional, Tegucigalpa                              |                                                            |
|                          | Welcome 38' |           |         | Asistencia: 20,299 espectadores Árbitro(s): Benigno Pineda | Asistencia: 20,299 espectadores Árbitro(s): Benigno Pineda |

- Olimpia gana por 3–2 en marcador global.

### Torneo de Clausura 2010–11

#### Partido de ida
| 8 de mayo de 2011, 16:00 | Motagua                    | 2:2 (1:1) | Olimpia                  | Estadio Nacional, Tegucigalpa                           |                                                         |
|                          | Guevara 42' · Bengtson 67' |           | Caetano 10' · Bruchi 74' | Asistencia: 18,256 espectadores Árbitro(s): Raul Castro | Asistencia: 18,256 espectadores Árbitro(s): Raul Castro |

#### Partido de vuelta
| 15 de mayo de 2011, 17:00 | Olimpia      | 1:3 (1:1) | Motagua                        | Estadio Nacional, Tegucigalpa                           |                                                         |
|                           | de Souza 29' |           | Guevara 46' · Bengtson 16' 90' | Asistencia: 23.326 espectadores Árbitro(s): Raúl Castro | Asistencia: 23.326 espectadores Árbitro(s): Raúl Castro |

- Motagua gana por 5–3 en marcador global.

### Torneo de Clausura 2014–15

#### Partido de ida
| 15 de mayo de 2015, 17:00 | Motagua                 | 1:2 (1:1) | Olimpia | Estadio Nacional, Tegucigalpa                                |                                                              |
|                           | golesvisita = reporte = |           |         | Asistencia: 18.326 espectadores Árbitro(s): Hector Rodríguez | Asistencia: 18.326 espectadores Árbitro(s): Hector Rodríguez |

#### Partido de vuelta
| 24 de mayo de 2015, 17:00 | Olimpia                 | 0:0 (1:1) | Motagua | Estadio Nacional, Tegucigalpa                                |                                                              |
|                           | golesvisita = reporte = |           |         | Asistencia: 30.326 espectadores Árbitro(s): Melvin Matamoros | Asistencia: 30.326 espectadores Árbitro(s): Melvin Matamoros |

- Olimpia gana por 2–1 en marcador global.

### Torneo de Apertura 2018–19

#### Partido de ida
| 9 de diciembre de 2018, 17:00 | Olimpia                                  | 0:2 (1:1) | Motagua | Estadio Nacional, Tegucigalpa                                |                                                              |
|                               | golesvisita = Castillo 64' · Moreira 71' |           |         | Asistencia: 23.350 espectadores Árbitro(s): Hector Rodríguez | Asistencia: 23.350 espectadores Árbitro(s): Hector Rodríguez |

#### Partido de vuelta
| 16 de diciembre de 2018, 16:00 | Motagua                 | 0:1 (1:1) | Olimpia | Estadio Nacional, Tegucigalpa                                |                                                              |
|                                | golesvisita = reporte = |           |         | Asistencia: 30.326 espectadores Árbitro(s): Melvin Matamoros | Asistencia: 30.326 espectadores Árbitro(s): Melvin Matamoros |

- Motagua gana por 2–1 en marcador global.

### Torneo de Apertura 2018–19

#### Partido de ida
| 26 de mayo de 2019, 16:00 | Motagua                 | 2:2 (1:1) | Olimpia | Estadio Nacional, Tegucigalpa                                |                                                              |
|                           | golesvisita = reporte = |           |         | Asistencia: 23.350 espectadores Árbitro(s): Hector Rodríguez | Asistencia: 23.350 espectadores Árbitro(s): Hector Rodríguez |

#### Partido de vuelta
| 2 de junio de 2019, 16:00 | Olimpia                 | 0:1 (1:1) | Motagua | Estadio Nacional, Tegucigalpa                                |                                                              |
|                           | golesvisita = reporte = |           |         | Asistencia: 30.326 espectadores Árbitro(s): Melvin Matamoros | Asistencia: 30.326 espectadores Árbitro(s): Melvin Matamoros |

- Motagua gana por 3–2 en marcador global.

### Torneo de Clausura 2020–21

#### Partido de ida
| 16 de mayo de 2021, 18:00 | Motagua                 | 2:1 (2:1) | Olimpia | Estadio Nacional, Tegucigalpa                              |                                                            |
|                           | golesvisita = reporte = |           |         | Asistencia: 23.350 espectadores Árbitro(s): Armando Castro | Asistencia: 23.350 espectadores Árbitro(s): Armando Castro |

#### Partido de vuelta
| 19 de mayo de 2021, 19:00 | Olimpia                 | 1:0 (2:2) | Motagua | Estadio Nacional, Tegucigalpa                             |                                                           |
|                           | golesvisita = reporte = |           |         | Asistencia: 30.326 espectadores Árbitro(s): Said Martines | Asistencia: 30.326 espectadores Árbitro(s): Said Martines |

- marcador global 2—2 Olimpia gana 4–3 por penales.

### Torneo de Apertura 2022-23

#### Partido de ida
| 10 de diciembre de 2022, 16:00 | Motagua | 0:1 (Global 0:1) | Olimpia | Estadio Carlos Miranda, Comayagua |  |
|                                |         |                  |         | Asistencia: 15,000 espectadores   |  |

#### Partido de vuelta
| 17 de diciembre de 2022, 19:00 | Olimpia | 2:0 (Global 3:0) | Motagua | Estadio Ceibeño, La Ceiba       |  |
|                                |         |                  |         | Asistencia: 18,000 espectadores |  |

- Olimpia gana por 3-0 en marcador global.

### Torneo de Apertura 2023-24

#### Partido de ida
| 17 de diciembre de 2023, 17:00 | Motagua | 0:0 (Global 0:0) | Olimpia | Estadio Nacional, Tegucigalpa   |  |
|                                |         |                  |         | Asistencia: 12,321 espectadores |  |

#### Partido de vuelta
| 21 de diciembre de 2023, 19:00 | Olimpia | 2:1 (Global 2:1) | Motagua | Estadio Nacional, Tegucigalpa |  |
|                                |         |                  |         | Árbitro(s): Said Martínez     |  |

- Olimpia gana por 2-1 en marcador global.

### Torneo de Apertura 2024-25

#### Partido de ida
| 19 de diciembre de 2024, 19:00 | Motagua | 1:1 (Global 0:0) | Olimpia | Estadio Nacional, Tegucigalpa   |  |
|                                |         |                  |         | Asistencia: 12,321 espectadores |  |

#### Partido de vuelta
| 22 de diciembre de 2024, 19:00 | Olimpia | 0:1 (Global 1:2) | Motagua | Estadio Nacional, Tegucigalpa |  |
|                                |         |                  |         | Árbitro(s): Said Martínez     |  |

- Motagua gana por 1-2 en marcador global.

## Comparativa de títulos
- No se contarán los títulos de carácter amistoso.

|                               | Motagua | Olimpia |
| Títulos nacionales            | 21      | 42      |
| Liga Nacional                 | 19      | 39      |
| ----------------------------- | ------- | ------- |
| Copa de Honduras              | 1       | 3       |
| Supercopa de Honduras         | 1       | 0       |
| Títulos internacionales       | 1       | 7       |
| Liga de Campeones de Concacaf | 0       | 2       |
| Liga Concacaf                 | 0       | 2       |
| Copa Interclubes de la UNCAF  | 1       | 2       |
| Total                         | 22      | 48      |